# Schizosaccharomycetes
Schizosaccharomycetes – klasa grzybów z gromady workowców (Ascomycota). Jest to takson monotypowy zawierający (także monotypowy) rząd Schizosaccharomycetales, do którego należy rodzina Schizosaccharomycetaceae.

## Systematyka
Według aktualizowanej klasyfikacji Index Fungorum bazującej na Dictionary of the Fungi klasa Schizosaccharomycetes to takson monotypowy:
- podklasa Schizosaccharomycetidae
  - rząd Schizosaccharomycetales O.E. Erikss. 1994
    - rodzina Schizosaccharomycetaceae Beij. ex Klöcker 1905
    - rodzina Incertae sedis
      - rodzaj Schizosphaeromyces Alexeev 1917[2].